# شمشی (شهرستان قوچقار)
شمشی (به زبان قرقیزی: Шамшы، شامشى) یک منطقهٔ مسکونی در قرقیزستان است که در شهرستان قوچقار واقع شده‌است. شمشی ۲٬۰۶۷ نفر جمعیت دارد و ۲٬۲۵۰ متر بالاتر از سطح دریا واقع شده‌است.